# شان گارنیر
شان گارنیر (انگلیسی: Séan Garnier؛ زادهٔ ۱۸ ژوئن ۱۹۸۴) بازیکن فوتبال اهل فرانسه است.گارنیر توسط ردبول حمایت می شود . او علاوه بر اجرا در نمایش های فوتبال آزاد، این رشته ورزشی را در مسابقاتی مانند فوتبال خیابانی، فوتسال و پانا نیز انجام می دهد. او کاپیتان تیم فوتسال حرفه ای فرانسه ماسالیوتس و قهرمان سبک آزاد به ویژه با بازیکنان فوتبال خیابانی مکزیک است.گارنیر در فوتبال نمایشی(فری استایل) به سرعت راه خود را پیدا کرد و سبک خود و مجموعه ای از مهارت های منحصر به فرد خود را توسعه داد. در عرض دو سال، او از نمایش دمو در خیابان های پاریس به صحنه جهانی رفت و در سال 2008 در اولین فینال جهانی ردبول استریت استایل در سائوپائولو، برزیل، خانه معنوی سبک آزاد، قهرمان جهان شد.

## جوایز
(انتخابی)
- 2008: قهرمان - سبک خیابان ردبول (سائوپائولو)
- 2009: قهرمان - سبک آزاد فرانسه
- 2010: قهرمان - سبک آزاد فرانسه
- 2010: مقام اول - Styllball Beach Style (دبی)
- 2012: قهرمان - سبک آزاد فرانسه
- 2018: قهرمان جهان - WFL (هند) [ نیازمند منبع ]